# Combretum rabiense
Combretum rabiense là một loài thực vật có hoa trong họ Trâm bầu. Loài này được Jongkind mô tả khoa học đầu tiên năm 1992 publ. 1993.